# Erreway: Box Set
Erreway: Box Set es la recopilación de todo el material publicado en España de la banda argentina Erreway. Se publicó el 19 de junio de 2007 exclusivamente en España.  Este pack se compone por 3 CD y 2 DVD, que incluyen los álbumes Señales, Tiempo y Erreway en concierto, y los DVD Erreway los vídeos y Erreway en concierto. Interpretan este álbum Felipe Colombo, Camila Bordonaba, Benjamín Rojas y Luisana Lopilato.

## Contenido

### CD
- Señales
- Tiempo
- Erreway en Concierto

### DVD
- Erreway: los vídeos
- Erreway en Concierto

### Extras
- Calendario
- Pegatinas